# رمی ماروال
رمی ماروال (انگلیسی: Rémi Maréval؛ زادهٔ ۲۴ فوریهٔ ۱۹۸۳) بازیکن فوتبال اهل فرانسه است.
از باشگاه‌هایی که در آن بازی کرده‌است می‌توان به باشگاه فوتبال خنت، باشگاه فوتبال اولدهام اتلتیک، باشگاه فوتبال مکابی تل آویو، باشگاه فوتبال نانت، باشگاه فوتبال ویدتون، و باشگاه فوتبال زولته وارخم اشاره کرد.
وی همچنین در تیم ملی فوتبال مارتینیک بازی کرده‌است.